# Rendez-vous retardé
Pour plus de détails, voir Fiche technique et Distribution.
Rendez-vous retardé (Mickey's Delayed Date) est un dessin animé de Mickey Mouse produit par Walt Disney pour RKO Radio Pictures, sorti le 3 octobre 1947. C'est le premier film de Mickey Mouse depuis 1942. Il a toutefois fait une apparition en 1943 dans Pluto et l'Armadillo et une autre en 1946 dans Les Locataires de Mickey.

## Synopsis
Mickey et Minnie doivent aller danser mais ce dernier s'est endormi et a oublié le rendez-vous. Minnie le réveille par téléphone et lui demande de se dépêcher, elle l'avertit aussi qu'elle le quittera s'il n'arrive pas dans 15 minutes. Mickey se débarbouille et s'habille rapidement mais il oublie les billets, par malheur tombés de leur enveloppe. Heureusement, Pluto s'en aperçoit et les apporte à Mickey. Le chien bouscule Mickey qui se retrouve alors couvert par les immondices d'une poubelle. Mickey se présente quand même à la soirée et est sauvé par le fait qu'elle soit costumée...

## Fiche technique
- Titre original : Mickey's Delayed Date
- Titre français : Rendez-vous retardé
- Série : Mickey Mouse
- Réalisateur : Charles A. Nichols
- Scénario : Art Scott
- Voix : Walt Disney (Mickey), Ruth Clifford (Minnie), Pinto Colvig (Pluto)
- Producteur : Walt Disney, John Sutherland
- Animateur : Jack Boyd, Jerry Hathcock, George Kreisl, George Nicholas
- Layout : Karl Karpé
- Décor : Art Landy
- Distributeur : RKO Radio Pictures
- Date de sortie : 3 octobre 1947[1]
- Format d'image : couleur
- Durée : 7 minutes
- Musique : Oliver Wallace
- Langue : (en)
- Pays de production :  États-Unis

## Voix françaises

### 1erdoublage (exploité dansMickey Jubilé, 1978)
- Roger Carel : Mickey Mouse

### 2edoublage (1990)
- Jean-Paul Audrain : Mickey Mouse
- Régine Teyssot : Minnie Mouse